# Přívlač
Přívlač je rybolovnou technikou určenou výhradně pro lov dravých ryb. Spočívá ve vedení umělé nástrahy, nebo přirozené nástrahy tak, aby imitovala pohyb živočicha, který slouží jako potrava příslušné dravé rybě. Samostatnou kategorii je pak hlubinná přívlač zvaná trolling, která spočívá v tažení nástrahy za jedoucí lodí. Na mimopstruhových vodách je, v České republice, přívlač povolena mezi 16. červnem a 31. prosincem. Na vodách pstruhových pak mezi 16. dubnem a 31. srpnem.  

## Vybavení
Základní výbavou na přívlač je rybářský prut, obvykle v délkách 1,5 - 2,7 m, naviják, vlasec nebo dnes stále častěji používaná šňůra (často s koncovým ocelovým lankem, nebo florocarbonovým návazcem odolným proti  možnosti překousnutí vlasce) a nejrůznější druhy umělých nástrah. Mezi ty nejobvyklejší patří třpytky, woblery, twistery a další.
Lze vláčet také mrtvou rybkou nebo její částí. 

## Indikace záběru
K indikaci záběru není potřeba žádné vybavení, pozná se podle trhnutí a zvýšeného tahu vlasce. Poznat správně záběr při přívlači je především záležitost citu a zkušeností.

## Druhy lovených ryb v České republice
Přívlačí lze cíleně lovit všechny dravé ryby žijící v České republice. Jedná se především o štiku, sumce, candáta, bolena, okouna,tlouště a lososovité ryby. Moderní ultralehkou přívlačí je možné lovit i nedravé druhy ryb. Z nich je velmi častým úlovkem jelec tloušť.